# Menhaniam
Menhaniam es una ciudad censal situada en el distrito de Kozhikode en el estado de Kerala (India). Su población es de 15768 habitantes (2011). Se encuentra a 35 km de Kozhikode en el extremo sureste del país cerca de la costa del Océano Indico.

## Demografía
Según el censo de 2011 la población de Menhaniam era de 15768 habitantes, de los cuales 7450 eran hombres y 8318 eran mujeres. Menhaniam tiene una tasa media de alfabetización del 94,16%, superior a la media estatal del 94%: la alfabetización masculina es del 97,19%, y la alfabetización femenina del 91,48%.